# Райх'я Ейно Абрамович

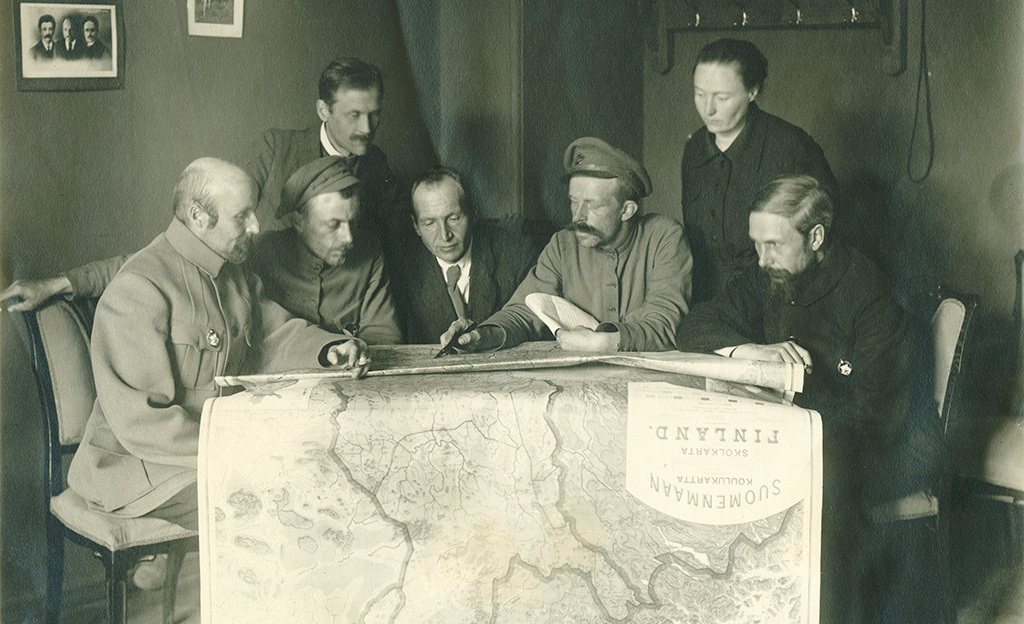
ЦК КПФ в Москві в 1920 році. Зліва направо: К. М. Ева, Юкка Райх'я, Яло Кохонен, Куллерво Маннер, Ейно Райх'я, Манді Сірола, Юрьйо Сірола.

Райх'я Ейно Абрамович (фін. Eino Rahja; 20 червня 1885, Кронштадт — 26 квітня 1936, Ленінград) — фінський і російський революціонер — комуніст, партійний і державний діяч. Брат Юкки Райх'я і Яакко Райх'я. Комкор.

## Біографія
Ейно народився 20 червня 1885 року в Кронштадті в родині робітника з Петербургу Аапо Міконпока Райх'я (фін. Aapo Mikonpoika Rahja). В родині було дев'ять дітей, старші з яких народилися у Калайокі, перш ніж родина переїхала у 1876 році до Санкт-Петербургу. Ааппо працював на залізниці поки не помер у лютому 1902 року впаслідок аварії на роботі. Після цього утримання родини лягло на плечі 16-ти річного Ейно.
Працював слюсарем на Фінляндській залізниці. В 1903 році вступив до РСДРП, зблизився з більшовиками. Під час революції 1905-07 років був організатором перевезень зброї і нелегальної літератури. У 1911-1917 роках на партійній роботі в Петрограді. Після липневих днів 1917 року — в охороні В. І. Леніна на його шляху з Сестрорецького Розливу до Фінляндії і назад до Петрограду. Зв'язковий між ЦК РСДРП(б) і Леніним.
У 1918 році, під час громадянської війни в Фінляндії, призначений командиром загону фінської Червоної гвардії. Один з організаторів битви за Тампере. Після поразки «червоних» у війні переїхав до Радянської Росії, де і мешкав до кінця життя.
У 1919-1931 роках на військово-політичній роботі в РСЧА, під час Громадянської війни в Росії — комісар стрілецької дивізії, діяла в Карелії. Нагороджений двома орденами Червоного Прапора. Один з засновників Комуністичної партії Фінляндії, член ЦК КПФ в 1918-1927 роках, делегат від КПФ на I-м і III-м конгресах Комінтерну. У лютого 1927 виключений з ЦК КПФ за фракційну діяльність. У 20-х роках був близким до Зінов'єва Г. О..
У бесіді з Ф. І. Шаляпіним стверджував, що::

Талановитих людей треба різати, бо ні в якої людини не повинно бути ніяких переваг над людьми. Талант порушує рівність.
— Шаляпин Ф. И. Маска и душа. Париж. 1932, С. 239
Ейно Райх'я і його дружина Лідія Петрівна Парвіайнен після 1918 року жили в Петрограді в «будинку Бенуа». З 1932 року знаходився на персональній пенсії.
Ейно Райх'я помер в 1936 році від сухот і зловживання алкоголем.
Похований на Комуністичному майданчику (нині Козачий цвинтар) в Олександро-Невській лаврі.

## Родина
- Батько — Аапо Міконпока Райх'я (1848—1902)
- Мати — Катаріна Маттіттар Сьоберг (народилася у 1848 році) з Калайокі
- Дружина — Лідія Петрівна Парвіайнен (1892—1970) — дочка робітника Петра Генріховича Парвіайнена, в будинку якого в Ялкале переховувався Ленін[5].

Мав братів Яакко (1872—1926) і Юкка (1887—1920) Райх'я, які також брали участь в більшовиському русі Фінляндії.

## У літературі
Фігурує в оповіданні В. О. Пелевіна «Кришталевий світ».

## Кіновтілення
- «В дні Жовтня» (СРСР, 1958) — Г. С. Жжонов
- «Червоні дзвони. Фільм 2. Я бачив народження нового світу»(СРСР, 1982) — Яніс Клушс